# التحرش الجنسي في التعليم
التحرش الجنسي في التعليم سلوك غير مرحب به بالنسبة للطبيعة الجنسية، فهو يتعارض مع قدرة الطالب على التعلم أو الدراسة أو العمل أو المشاركة في الأنشطة المدرسية. يتضمن التحرش الجنسي مجموعة من السلوكيات تبدأ بالمضايقات و تنتهي بالاعتداء الجنسي والاغتصاب.

## في الولايات المتحدة الأمريكية
في الولايات المتحدة ، يعد التحرش الجنسي في التعليم سلوك غير مرحب به في الطبيعة الجنسية، فهو يتعارض مع قدرة الطالب على التعلم أو الدراسة أو العمل أو المشاركة في الأنشطة المدرسية. إنه شكل من أشكال التمييز بموجب القانون التاسع من التعديلات التعليمية لعام 1972.
يمكن لأصحاب العمل تجنب الدعاوى القضائية و ذلك من خلال تدريب الموظفين على مفاهيم التحرش الجنسي.  و تم عقد صناعة لتثقيف رجال الأعمال بشأن موضوع التحرش الجنسي.